# Casa a Peracalç
La Casa a Peracalç és una obra de Baix Pallars (Pallars Sobirà) inclosa a l'Inventari del Patrimoni Arquitectònic de Catalunya.

## Descripció
Gran casa situada a la petita travessia que uneix els dos únics carrers que formen el nucli de Peracalç, construïda directament sobre la roca natural que, retallada, surt en alguns punts. L'aparell dels murs, molt gruixuts, és sense desbastar i molt irregular. A la part inferior i les cantonades és de considerables dimensions, amb grans blocs toscament desbastats; a la resta dels paraments és més petit. A la planta baixa i al primer pis les obertures són poques i molt petites. En el pis superior hi ha una galeria que ocupa tota la façana i té arades; a l'angle format pels dos cossos de l'edifici amb forma de L existeix un ampli balcó de fusta, tot just a la cantonada. La coberta és a dues vessants pronunciades.